# Diobelonella palustris
Diobelonella palustris là một loài Rêu trong họ Dicranaceae. Loài này được (Dicks.) Ochyra mô tả khoa học đầu tiên năm 2003.